# باب پیتون
باب پیتون (انگلیسی: Bob Peyton; ۱ مهٔ ۱۹۵۴ – ) بازیکن فوتبال اهل بریتانیا بود.
از باشگاه‌هایی که در آن بازی کرده‌است می‌توان به باشگاه فوتبال پورت ویل اشاره کرد.